# Old Trafford
O Old Trafford é um estádio de futebol, localizado em Old Trafford, Grande Manchester, Inglaterra. É a sede do Manchester United, clube da Premier League. Com espaço para 74 310 espectadores, o Old Trafford é o segundo maior estádio da Inglaterra em termos de capacidade, atrás somente do Estádio Wembley, o terceiro maior no Reino Unido, e o décimo primeiro na Europa. O estádio é localizado a cerca de 800 metros (meia milha) do Old Trafford Cricket Ground.
O campo, o qual recebeu o apelido de Teatro dos Sonhos, por Bobby Charlton, tem sido utilizado permanentemente pelo Manchester United desde a sua construção em 1910, com a exceção da ausência de oito anos, entre 1941 e 1949, na sequência do bombardeamento do estádio durante a Segunda Guerra Mundial. Durante esse período, o clube dividiu o estádio Maine Road com o seu rival local, o Manchester City. O gramado sofreu várias expansões durante a década de 1990, e está prevista uma nova adição, a qual elevaria a capacidade do estádio para 90 000. O atual recorde de público registrado no estádio foi em 1939, quando 76 962 espectadores assistiram a semifinal da Copa da Inglaterra entre Wolverhampton Wanderers e Grimsby Town.2012.
O estádio é frequentemente utilizado para jogos de semifinais da Copa da Inglaterra, como um local neutro, e de vários jogos internacionais da Seleção enquanto o novo Estádio Wembley estava em construção. Também recebeu partidas da Copa do Mundo FIFA de 1966, Eurocopa 1996 e a final da Liga dos Campeões da UEFA de 2002-03. Para além de usos relacionados ao futebol, o Old Trafford é utilizado desde 1998 para jogos da Super League de rugby.
Hospedou alguns jogos do torneio de futebol dos Jogos Olímpicos de Londres. 

## História
Fundado em 1910, desde maio de 1989, a capacidade do estádio é de 56 000 espectadores, as cadeiras são todas cobertas com placa de vidro especialmente fabricada para Old Trafford, o campo dispõe de uma vasta gama de recursos ao nível de escoamento de água, vestiários de luxo, banco dos suplentes aquecido e segurança. Em 1996, recebeu melhorias para o Europeu de futebol em 2000 e foi ampliado para 67.500 lugares com a construção da nova arquibancada Leste, fazendo dele o segundo maior estádio na Inglaterra só batido pelo famoso Wembley. Apresenta quatro parques de estacionamento grátis no dia dos jogos, três lojas oficiais com artigos exclusivos do clube, dois hotéis de cinco estrelas, um restaurante panorâmico sobre a cidade de Manchester e sobre o campo, um museu com todos os troféus do clube, um café que transmite o canal do clube, um campo de treinos com instalações modernas e funcionais com duas arquibancadas laterais onde jogam habitualmente os jogadores mais jovens com menos de 15 anos e a equipe feminina do clube, instalações para visualização de vídeos, um centro de administração, uma central de comando do próprio canal de televisão Manchester United TV bem como estúdios para gravação e transmissão de eventos desportivos, uma catedral para casamentos e batizados, uma estação de rádio local, camarotes presidenciais e um sistema de vigilância.
O Manchester praticamente não vende bilhetes para os jogos em Old Trafford sendo estes comprados basicamente no inicio da temporada pelos sócios mais antigos. O clube em 2004 começou a efetuar um estudo de impacto para preparar a expansão do estádio para os 75 000 lugares sentados. De início pensou-se em construir um novo estádio no mesmo local que Old Trafford está construído mas, o plano foi abortado por falta de espaço para a expansão. Recorde-se que o estádio de um lado está rodeado pela grande avenida Sir Matt Busby Way e ainda tem a estação de metrô adjacente. Foi assim necessário repensar o impacto de um novo estádio e projetar-se outro estudo, desta vez de ampliação do existente. O projeto está em estudo até final de 2004 para depois ser aprovados por investidores, acionistas e associados. Com a expansão do Teatro dos Sonhos, o clube ficou com o segundo maior estádio do país, com 75 000 lugares sentado, só batido pelo novo estádio de Wembley em Londres que suporta 80 000 espectadores.
Já existe em pauta uma nova expansão para o Old Trafford, com o aumento da zona sul do estádio, única que ainda não sofreu mudanças. A expectativa é que até o fim da nova década o Old Trafford tenha capacidade para 90 000 espectadores sentados.

## Outros usos

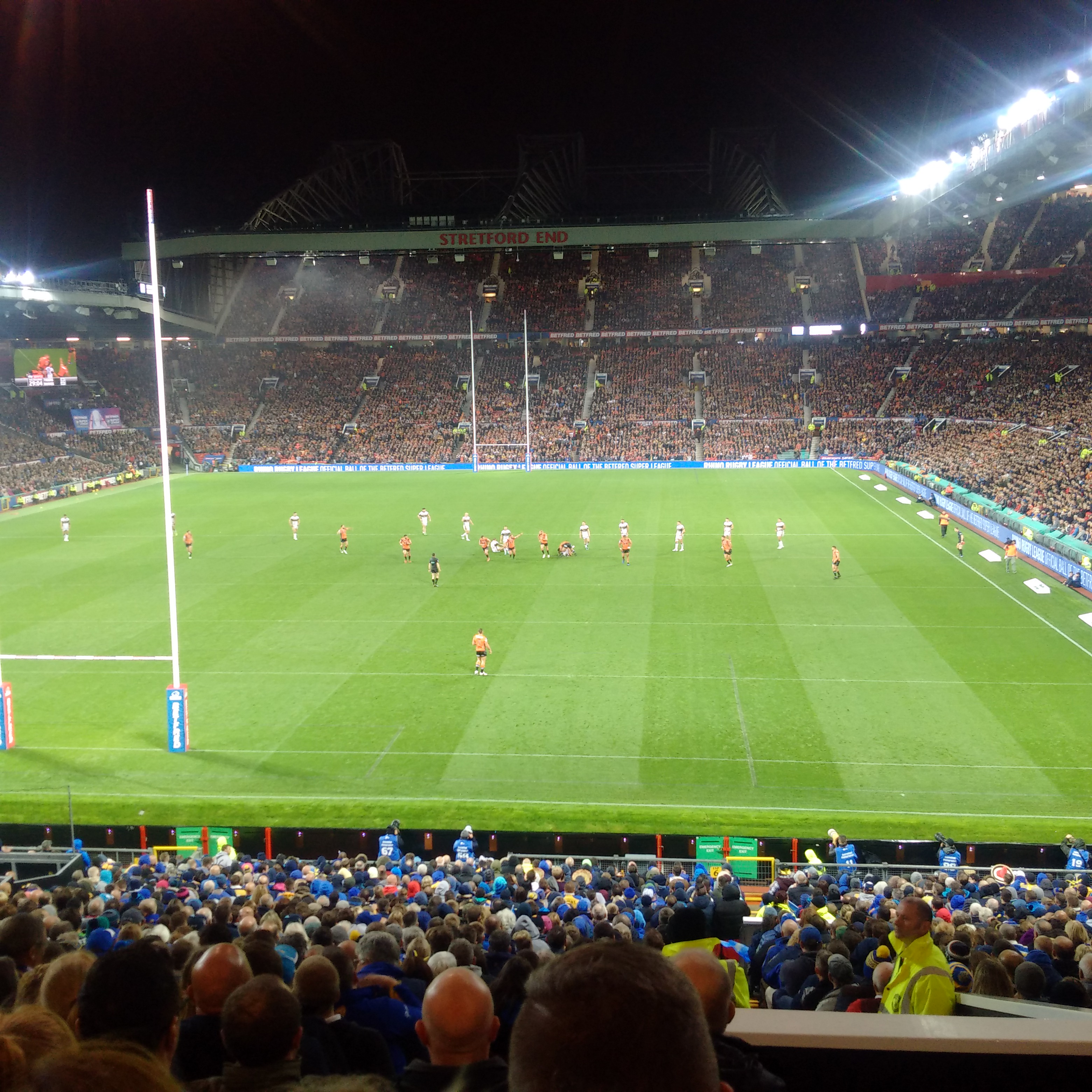
Final da Super League de rugby league no Old Trafford.

Antes da construção do estádio, o local era utilizado para jogos de shinty, durante a Primeira Guerra Mundial foi utilizado para beisebol por soldados americanos, em 1981 recebeu um jogo de críquete, o primeiro jogo de rugby union foi em 1997.
O estádio tradicionalmente recebe a final da Super League de rugby league, além de ter sido uma das sedes em algumas e Copa do Mundo de Rugby League, também já recebeu shows de diversos cantores e bandas como Bon Jovi, Genesis, Bruce Springsteen, Status Quo e Rod Stewart.

## Recordes

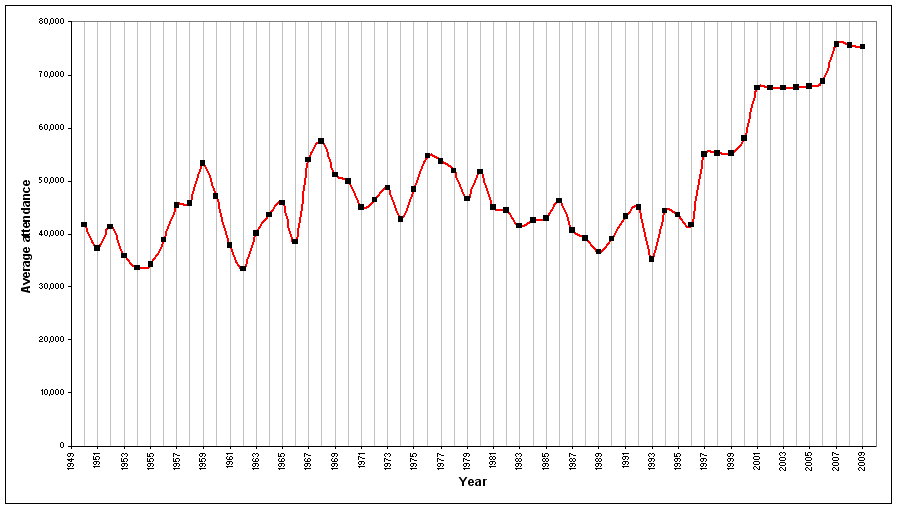
Um gráfico mostrando a média de público nos jogos disputados no Old Trafford sob mando de campo do Manchester United entre 1949 e 2008

O maior público já registrado no Old Trafford foi de 76,962 espectadores no jogo da semifinal da Copa da Inglaterra entre Wolverhampton Wanderers e Grimsby Town em 25 de março de 1939. No entanto, isso foi antes de o estádio tornar-se um all-seater, ou seja, muitas pessoas ficaram de pé durante a partida. Como um estádio all-seater, o recorde de público foi registrado durante o jogo entre Manchester United e Blackburn Rovers, em 31 de março de 2007, quando 76 098 espectadores assistiram a partida. Este é o recorde de público na Premier League.
O recorde de público no Old Trafford em jogos não-competitivos foi registrado no amistoso entre Manchester United e Internazionale. O número mais baixo de espectadores registrado em jogos competitivos na era pós-guerra foi de 11.968, no jogo do Manchester United contra o Fulham, com vitória de 3-0 do Manchester. No entanto, em um jogo da Segunda Divisão, entre Stockport County e Leicester City, o público foi de apenas 13.
A melhor média de público no Old Trafford em uma temporada foi registrada em 2006-07, 75.826 espectadores por jogo. A pior média em uma temporada foi alcançada em 1930-31, quando apenas 11 685 pessoas assistiam cada jogo. Segundo levantamento feito, 2 187 408 assistiram os jogos do Manchester na temporada 2007-08, e viram o clube vencer a Liga dos Campeões e avançar para a sexta fase da Copa da Inglaterra.

## Galeria
- Entrada principal.
- Vista aérea
- O Stretford End, na parte oeste do estádio
- Configurado para rugby